# 廣州機械科學研究院
廣州機械科學研究院，中國機械工業集團有限公司屬下機構，是在1959年成立，主要業務从事机械基础技术、基础材料、基础元件领域的高新技术和产品的研发，在液压、光机电一体化装备、密封、润滑、汽车零部件检测、设备润滑状态监测，現任董事長黃興。
1999年，被中國機械工業集團有限公司收購本集團，已被中國國務院批准。